# 櫸榆斑蚜
櫸榆斑蚜（学名：Tinocallis viridis）为斑蚜科長斑蚜屬下的一个种。其种加词“viridis”意为“绿色的”。